# Aedes dialloi
Aedes dialloi är en tvåvingeart som beskrevs av Hamon och Brengues 1965. Aedes dialloi ingår i släktet Aedes och familjen stickmyggor. Inga underarter finns listade i Catalogue of Life.